# Daniel Zavala Álvarez
Daniel Zavala Álvarez fue un arquitecto español, miembro de la Real Academia de Bellas Artes de San Fernando. Realizó su vida profesional principalmente en el Madrid de comienzos del siglo XX. Su estilo combina las corrientes historicistas españolas con el eclecticismo monumental francés. Falleció en Madrid, tras una larga enfermedad, el 9 de febrero de 1929.
Su hijo, Daniel Zavala Aguilar, también fue arquitecto.

## Obra
- En 1898 realizó las obras del Frontón Central de Madrid en la plaza del Carmen.
- En 1901 el Centro de estudios Garrigues.
- En 1906 la reforma del Palacio del Conde de la Fuente Nueva de Arenzana, denominado palacio Arenzana, en la calle de Salustiano Olózaga n.º 9, edificio que posee la Embajada de Francia desde entonces.
- En el periodo 1911 al 1913 la sede del periódico “El Imparcial” en la calle Duque de Alba de Madrid (edificio comercial a comienzos del siglo XXI).
- En 1907 la reforma y ampliación del Colegio de María Inmaculada ubicado en la calle de Fuencarral, 97 y 99.
- En el periodo 1915 al 1916 el proyecto y construcción de un edificio de viviendas en la plaza de Alonso Martínez, este trabajo lo realizó en colaboración con Ignacio de Aldama Elorz.[1]
- En 1918 el Hospital de la Cruz Roja San José y Santa Adela junto con José Marañón Gómez-Acebo.